# Michael Rodenberg
Michael 'Miro' Rodenberg (* 4. dubna 1970, Wolfsburg, Západní Německo) je německý klávesista a hudební producent spolupracující s heavy metalovými kapelami jako například Avantasia, Rhapsody of Fire, Kamelot a Heavens Gate. Je jedním ze zakladatelů powermetalové superskupiny Aina.
V roce 2007, spolu se Saschou Paethem pomohl Tobiasovi Sammetovi znovu obnovit rockovou operu Avantasia, ve které hraje na klaviaturu a stará se o většinu orchestrálních prvků.

## Účast

### Aina
- 2003 – Days of Rising Doom (CD/DVD)

### Avantasia
- 2007 – Lost in Space Part I & II (CD)
- 2008 – The Scarecrow (CD)
- 2010 – The Wicked Symphony (CD)
- 2010 – Angel of Babylon (CD)
- 2011 – The Flying Opera (CD/DVD)
- 2013 – The Mystery of Time (CD)
- 2016 – Ghostlights (CD)

### Brainstorm
- 2000 – Ambiguity (CD)
- 2001 – Metus Mortis (CD)
- 2003 – Soul Temptation (CD)

### Edguy
- 2011 – Age of the Joker (CD)

### Kamelot
- 1999 – The Fourth Legacy (CD)
- 2001 – Karma (CD)
- 2003 – Epica (CD)
- 2005 – The Black Halo (CD)
- 2007 – Ghost Opera (CD)
- 2010 – Poetry for the Poisoned (CD)
- 2012 – Silverthorn (CD)

### Rhapsody of Fire
- 1997 – Legendary Tales (chorál a producent)
- 1999 – Symphony of Enchanted Lands (chorál a producent)
- 2000 – Dawn of Victory (chorál a producent)
- 2002 – Power of the Dragonflame (chorál a producent)

### Luca Turilli
- 1999 – King of the Nordic Twilight (CD)
- 2002 – Prophet of the Last Eclipse (CD)

### Shaaman
- 2002 – Ritual
- 2005 – Reason (CD)

### Thalion
- 2004 – Another Sun (CD)